# Tom Grummett
Tom Grummett est un dessinateur de comics canadien.

## Biographie
Tom Grummett, né en 1959, est un dessinateur qui a travaillé surtout pour DC Comics (New Titans, Adventures of Superman, The Legion of Superheroes et Superboy. Il est l'un des auteurs qui a participé à l'évènement la Mort de Superman. Il est le cocréateur, après cela, de la nouvelle version de Superboy. En 2000, il crée avec Karl Kesel la série Section Zero publiée par Image Comicssous le label Gorilla Comics. L'échec de celui-ci empêche la publication de la fin de la série qui est relancée d'abord sous forme de netcomics puis qui réussit à être financé par Kickstarter.
En 2015 il reçoit un prix Inkpot.